# Erik Jendrišek
Erik Jendrišek (Trstená, 26 ottobre 1986) è un calciatore slovacco, attaccante del Družstevník Liptovská Štiavnica.
Tra club e nazionale ha messo a segno più di 100 gol tra i professionisti.

## Carriera

### Club

#### Ružomberok
Inizia a giocare da professionista a 17 anni nel Ružomberok e in quattro stagioni tra il 2003 e il 2006 realizza 30 gol in 56 presenze e nel 2006 contribuisce alla vittoria del Ruzomberok in campionato segnando 21 reti e vincendo il titolo di capocannoiere della Corgoň Liga.
Il 2 aprile 2005 marca una doppietta contro l'AS Trenčín (2-0). Il 24 maggio sigla una tripletta contro l'Inter Bratislava (6-0).
Il 24 settembre 2005 segna due reti allo Spartak Trnava (4-1) e il 15 ottobre seguente si ripete contro il Puchov (3-1). L'8 aprile 2006 decide la sfida contro il Dukla Banska Bystrica (1-0) e alla ventottesima giornata segna il gol del definitivo 0-1 contro l'Inter Bratislava. Il 16 maggio 2006 realizza una doppietta all'Artmedia Bratislava (3-0) e il 27 maggio seguente firma una tripletta contro il Dukla Banska Bystrica (0-5), raggiungendo Róbert Rák in cima alla classifica marcatori con 21 centri e vincendo il titolo di capocannoniere del torneo a pari merito con Rak.

#### Gli anni in Germania
Nella stagione 2006-2007 passa in prestito ai tedeschi dell'Hannover 96 squadra che milita nella Bundesliga dove gioca poche partite senza segnare.
Nella stagione successiva Jendrišek passa al Kaiserslautern nella 2. Fußball-Bundesliga firmando un contratto triennale. Alla fine del contratto, nell'estate del 2010, firma un contratto di tre anni che lo lega con lo Schalke 04 arrivando a parametro zero. Esordisce il 16 agosto 2010 in VfR Aalen-Schalke 04 1-2 primo turno di Coppa di Germania. Il 24 gennaio 2011 passa al Friburgo per 900 000 euro. Il 17 giugno 2013, viene ingaggiato dall'Energie Cottbus.

### Nazionale
Entrato nel giro della nazionale nel 2008, da allora ha collezionato 37 presenze e messo a segno 4 reti. Da rilevare la sua presenza nella spedizione slovacca a Sud Africa 2010.

## Palmarès

### Club

#### Competizioni nazionali
- Campionato slovacco: 1

Ružomberok: 2005-2006
- Coppa di Slovacchia: 1

Ružomberok: 2005-2006
- Campionato tedesco di seconda divisione: 1

Kaiserslautern: 2009-2010
- Coppa di Germania: 1

Schalke 04: 2010-2011

### Individuale
- Capocannoniere del campionato slovacco: 1

2005-2006 (21 gol a pari merito con Róbert Rák)